# Albrecht Schultz
Albrecht Schultz (* 25. Februar 1919 in Naunhof bei Moritzburg; † 29. August 2007 in Honolulu, Hawaii) war ein deutscher Manager bei dem Haushaltgerätehersteller Braun.
Schultz studierte nach Kriegseinsatz Betriebswirtschaftslehre an der Universität München.
Seit 1954 bis zur Pensionierung 1984 arbeitete er für die Braun AG (später Braun GmbH). 1976 wurde Schultz stellvertretender Vorstandsvorsitzender bei Braun. Innerhalb des Vorstandes waren Vertrieb und Marketing seine Zuständigkeitsbereiche. Gekennzeichnet war seine Tätigkeit im Vorstand bei Braun durch die Fachhandelstreue mit Preis- und Vertriebsbindung. Er räumte auch der Frage des Design der Produkte eine hohe Bedeutung ein. Schultz war nach seiner Pensionierung bis zu seiner Emigration 1994 Mitglied des Beirats der Braun AG.
Schultz vertrat die Firma Braun in zahlreichen wichtigen Gremien und Institutionen. Er war bis 1994 im Vorstand (Präsidium) des Markenverbandes (MV) und Vorsitzender des MV-Ausschusses für Wettbewerbspolitik. Von 1981 bis 1990 im Vorstand der G.E.M Gesellschaft zur Erforschung des Markenwesens e.V. Er war Mitglied im Präsidium der Zentrale zur Bekämpfung unlauteren Wettbewerbs. Von 1975 bis 1994 saß Schultz im Industrieausschuss der IHK Frankfurt am Main und war 1979 bis 1990 Mitglied der Vollversammlung der IHK.
Wegen der schweren Erkrankung seiner aus Hawaii stammenden Frau emigrierte Schultz im Jahr 1994 im Alter von 75 Jahren nach Honolulu/Hawaii. Auch von dort schaltete er sich noch jahrelang in die deutsche wettbewerbspolitische Debatte ein.

## Ehrungen
- 1989: IHK-Ehrenmedaille
- 1984: Bundesverdienstkreuz 1. Klasse

## Veröffentlichungen
- Braun: Von der Design-Idee zum System der Produktgestaltung und Vertriebspolitik, in: Ludwig G. Poth/Gudrun S. Poth (Hrsg.), Marktfaktor Design. Grundlagen für die Marketingpraxis, Verlag Moderne Industrie, Landsberg am Lech 1986, ISBN 3-478-21490-4